# Grietherbusch

Frühere Lage (bis 1969) von Grietherbusch im Amt Vrasselt

Grietherbusch ist eine Siedlung im Stadtteil Bienen der Stadt Rees im Kreis Kleve in Nordrhein-Westfalen. Bis 1969 war Grietherbusch eine eigenständige Gemeinde im damaligen Kreis Rees.

## Geographie
Grietherbusch liegt am nördlichen Rand des Gebiets der Stadt Rees zwischen zwei Altrheinarmen, dem Grietherorter Altrhein und dem Bienener Altrhein. Im Mittelalter war das Gebiet noch linksrheinisch und gehörte zum heute noch linksrheinischen Grieth. Der aus einer alten Bauerschaft hervorgegangene Ortsteil ist eine landwirtschaftlich geprägte Streusiedlung und nur sehr dünn besiedelt. Ein großer Teil von Grietherbusch gehört zum Naturschutzgebiet Bienener Altrhein, Millinger Meer und Hurler Meer. Die ehemalige Gemeinde Grietherbusch besaß eine Fläche von 4,4 km². Unweit befindet sich die Siedlung Grietherort.

## Geschichte
Seit dem 19. Jahrhundert bildete Grietherbusch eine Landgemeinde in der Bürgermeisterei Vrasselt (seit 1928 Amt Vrasselt) im Kreis Rees im Regierungsbezirk Düsseldorf. Am 1. Juli 1969 wurde Grietherbusch durch das Gesetz zur Neugliederung von Gemeinden des Landkreises Rees in die Stadt Rees eingegliedert.

## Einwohnerentwicklung
| Jahr | Einwohner | Quelle |
| ---- | --------- | ------ |
| 1832 | 204       | [ 3 ]  |
| 1861 | 197       | [ 2 ]  |
| 1871 | 232       | [ 4 ]  |
| 1885 | 186       | [ 5 ]  |
| 1910 | 196       | [ 6 ]  |
| 1925 | 174       | [ 1 ]  |
| 1939 | 180       | [ 7 ]  |

## Baudenkmäler
Die Alte Schule am Grietherbusch 3, das Haus Grietherbusch am Grietherbusch 13 sowie die Katholische Pfarrkirche St. Katharina stehen unter Denkmalschutz.

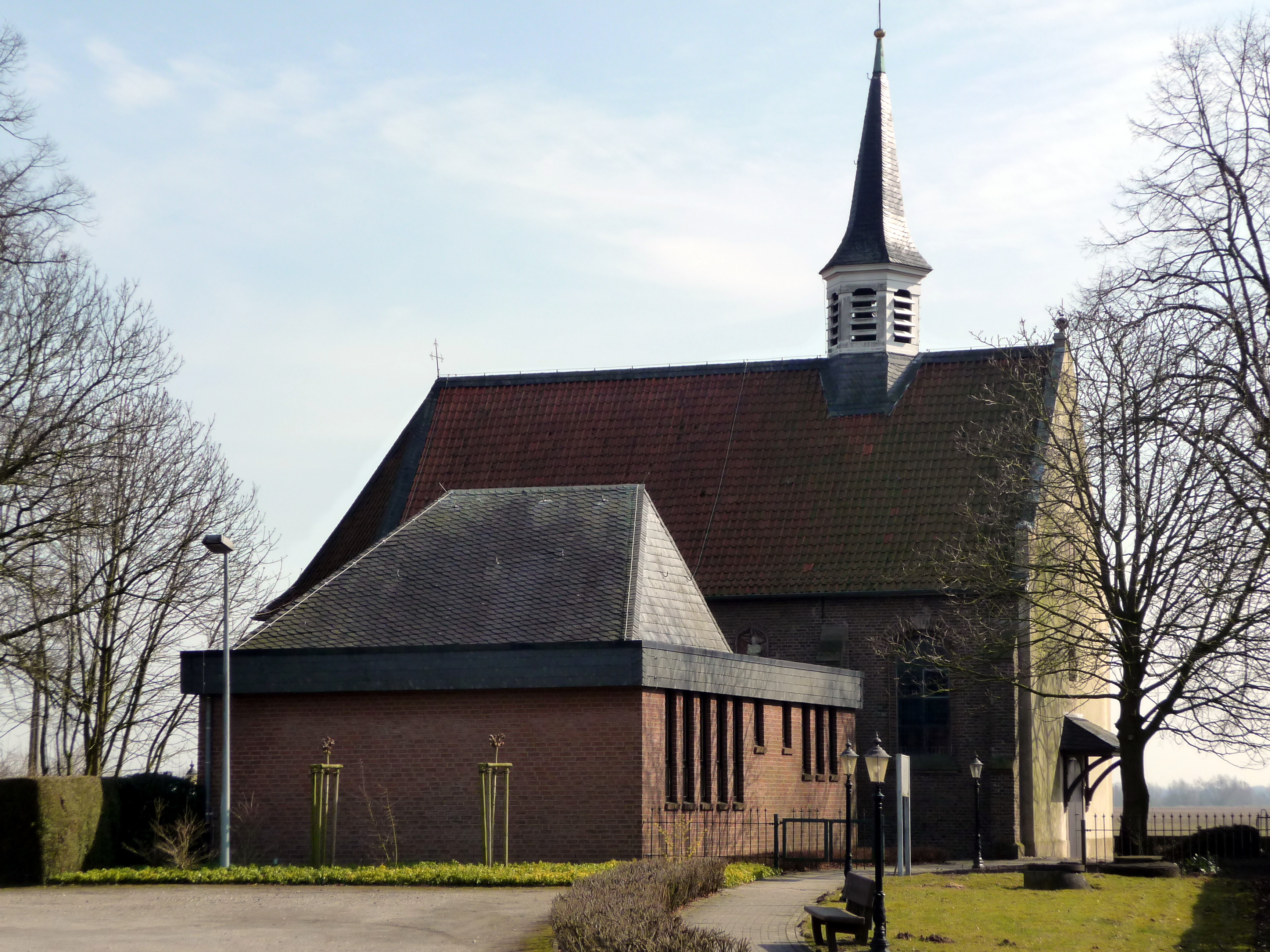
St.-Katharina-Kirche
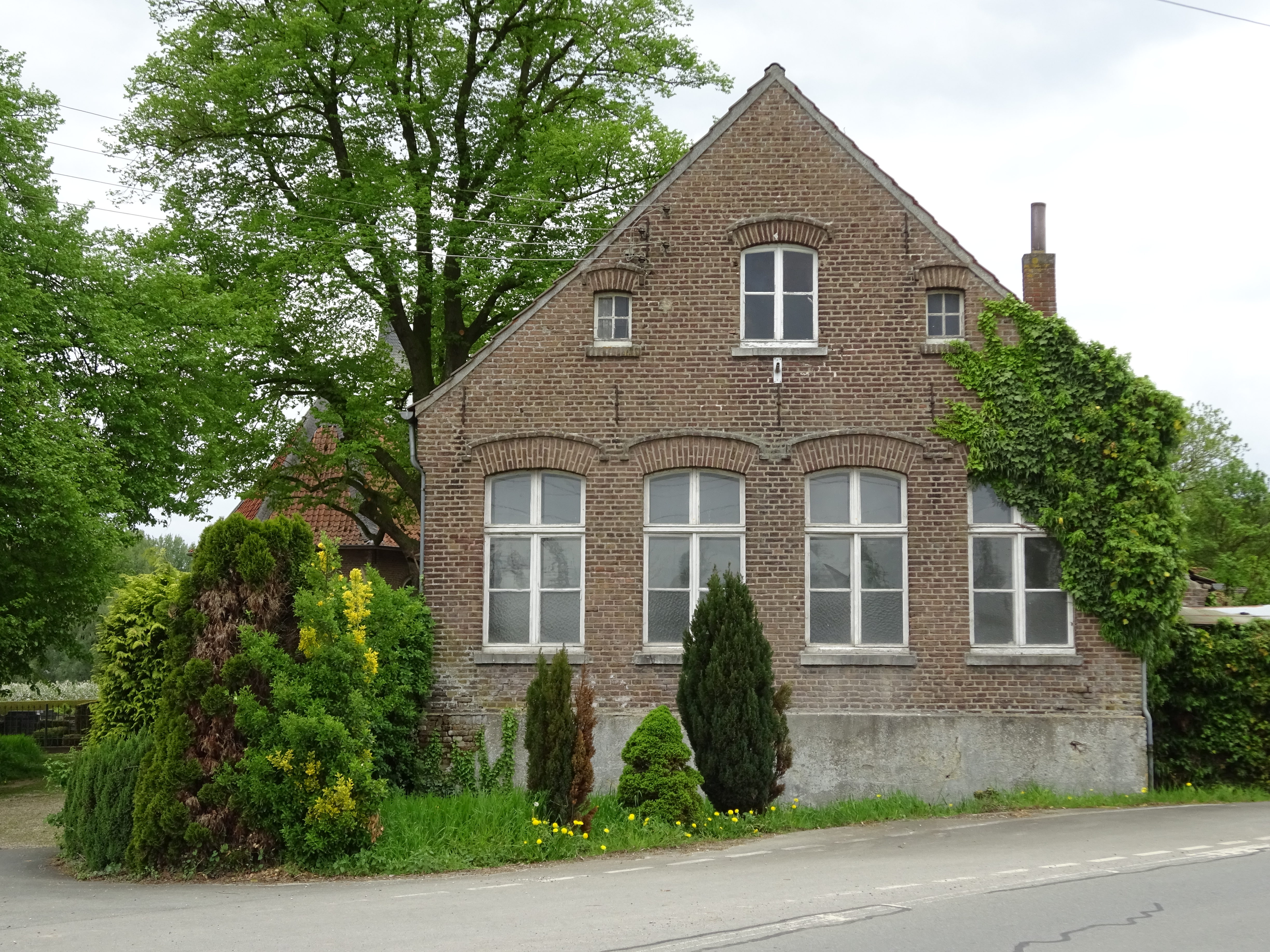
Alte Schule Grietherbusch
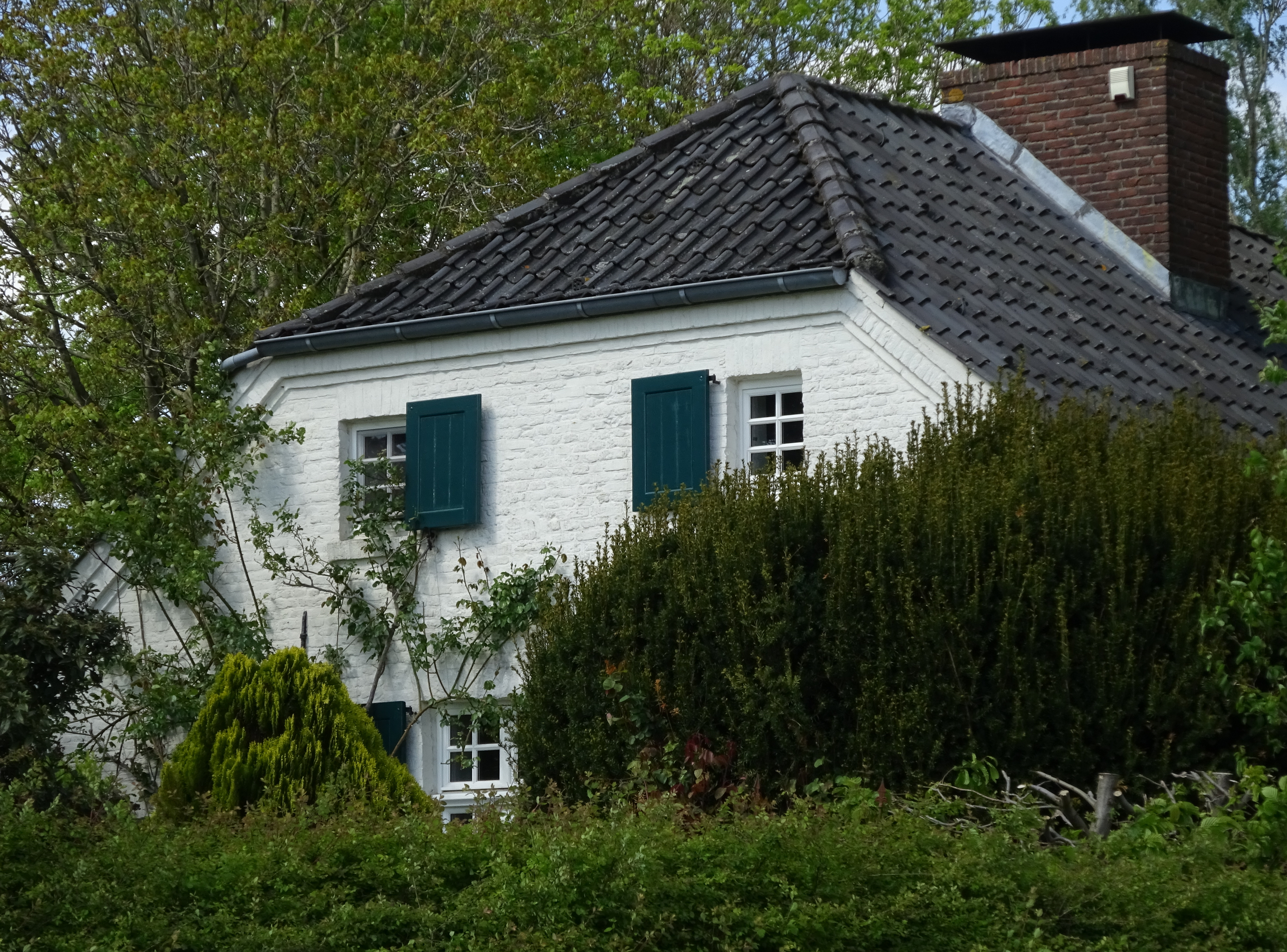
Haus Grietherbusch

## Kultur
Ein Träger des örtlichen Brauchtums ist die Schützenbruderschaft Grietherbusch-Grietherort.